# IOS 5
Pour un article plus général, voir iOS.
iOS 5 est la cinquième version majeure du système d'exploitation mobile iOS développé par Apple, succédant à l'iOS 4. Il est annoncé le 6 juin 2011 lors de la WWDC 2011 et publié le 12 octobre 2011. Le système d'exploitation est remplacé par iOS 6 le 19 septembre 2012.
La mise à jour réorganise les notifications en ajoutant des bannières temporaires qui apparaissent en haut de l'écran et en introduisant le Centre de notification, un emplacement central pour toutes les notifications récentes. Le système d'exploitation intègre également iCloud, le service de stockage d'Apple pour la synchronisation du contenu et des données sur les appareils compatibles iCloud, et iMessage, le service de messagerie instantanée. 
Pour la première fois, les mises à jour du logiciel système peuvent être installées sans fil, sans avoir besoin d'un ordinateur et d'iTunes. Le système s'est également caractérisé par une intégration de Twitter, et introduit des gestes sur les iPads en ajoutant un raccourci caméra facilement accessible depuis l'écran de verrouillage. 
iOS 5 fait l'objet de critiques de la part des utilisateurs de l'iPhone 4S, car la version initiale présente une faible autonomie de la batterie, des défaillances des cartes SIM et des échos lors des appels téléphoniques. Ces problèmes sont corrigés dans les versions suivantes.

## Fonctionnalités

### Notifications
Dans les versions précédentes de iOS, les notifications apparaissent à l'écran sous forme de boîtes de dialogue, interrompant l'activité en cours. Pour cette version, les notifications sont réorganisées et apparaissent sous la forme d'une bannière temporaire en haut de l'écran. Les notifications récentes peuvent également être consultées en tirant le Centre de notification du haut vers le bas.

### iCloud
Le service de stockage iCloud est disponible dans le nouveau système d'exploitation, permettant aux utilisateurs de stocker gratuitement leurs musiques, leurs photos, leurs vidéos et leurs données dans l'appareil.

### Mises à jour sans fil
L'activation des mise à jours peuvent être effectuées sans fil, signifiant qu'un ordinateur et iTunes ne sont pas nécessaires pour mettre à jour les appareils.

### Twitter
Le réseau social est directement intégré au système d'exploitation, permettant ainsi aux utilisateurs de tweeter depuis diverses applications Apple telles que Photos, Plans, et Safari ainsi que depuis des applications tierces comme Flipboard et Instagram. Pour profiter de cette fonctionnalité, l'utilisateur doit se connecter à son compte Twitter directement via les paramètres d'iOS 5. 
Le clavier standard d'iOS a maintenant deux nouvelles touches pour faciliter l'utilisation de Twitter, le "@" et le "#". 

### Multi-tâches
Les gestes multitâches font leurs débuts sur l'iPad qui permet aux utilisateurs de passer d'une application à l'autre sans avoir à appuyer deux fois sur le bouton d'accueil ou à se rendre d'abord sur l'écran d'accueil.

## Applications

### Photos et appareil photo
Pour la première fois, les utilisateurs peuvent utiliser l'application appareil photo depuis l'écran d'accueil de leur téléphone.

### Messages
iMessage, un nouveau service de messagerie instantanée intégré à l'application Messages, permet aux utilisateurs d'envoyer des messages de base et des MMS. Contrairement aux SMS classiques, les messages envoyés utilisent internet plutôt que le réseau cellulaire, et les appareils Android et BlackBerry ne sont pas compatibles avec le service. Les messages envoyés entre deux appareils fonctionnant sous iOS sont de couleur bleue et ceux entre iOS et Android sont de couleur verte,.

### Rappels
Les rappels sont des listes de tâches avec des alertes qui peuvent être soit basées sur la date, soit sur le lieu.

### Kiosque
Kiosque n'est pas une nouvelle application et réunit les périodiques auxquels les utilisateurs se sont abonnés sous forme de bibliothèque. 

## Mises à jour

### 5.0
Sortie en octobre 2011, cette mise à jour laisse la place à La mise à jour 5.0.1 qui permet de corriger les bugs concernant la batterie.

### 5.1
Cette actualisation, prévue initialement pour l'IPad (3e génération), corrige les problèmes liés à la sécurité des utilisateurs.

## Appareils compatibles
La liste des appareils pris en charge comprend : 
- iPhone
  - iPhone 3GS
  - iPhone 4
  - iPhone 4S
- iPod
  - iPod touch 3
  - iPod touch 4
- iPad
  - iPad 1
  - iPad 2
  - iPad 3
- Apple TV
  - Apple TV 2
  - Apple TV 3

## Problèmes

### Problèmes initiaux de mise à niveau
Des erreurs et une surcharge du serveur Apple sont constatés lors de l'installation de la mise à jour. 

### Durée de vie de la batterie de l'iPhone 4S
À la suite de plaintes d'utilisateurs, Apple a officiellement confirmé que l'iOS 5 avait une faible autonomie pour certains utilisateurs de l'iPhone 4S, et a déclaré qu'une prochaine mise à jour logicielle corrigerait les problèmes.

### Baisse de la connectivité Wi-Fi
En novembre 2011, Engadget signale que la mise à jour  entraîne des coupures de Wi-Fi pour certains utilisateurs. Le rapport écrit que « iOS 5.0.1 n'a certainement pas réglé le problème non plus » et s'est enquis de savoir si les événements n'étaient pas liés ou s'ils faisaient partie d'un problème plus vaste.